# Nutidsværdi
Nutidsværdien af en investering er den nutidige ("i dag") værdi af en række fremtidige indtægter og udgifter, når man tager hensyn til renten.
Beregningen bruges til at bedømme, om en investering kan betale sig, samt sammenligning af alternative investeringer eller forskellige finansieringsformer. Man siger, at man tilbagediskonterer de fremtidige indtægter og udgifter.
Således vil den investering med den højeste nutidsværdi være den (økonomisk) mest fordelagtige, mens det ved sammenligning af finansieringsformer vil være den nutidsværdi tættest på 0 ("mindst negative"), som bedst kan betale sig.
Man kan også beregne nutidsværdien af en fremtidig omkostning. Dette gøres i miljøøkonomien, hvor en fremtidig omkostning på grund af f.eks. forurening tilbagediskonteres til nu, og sammenlignes med den udgift samfundet skal afholde i dag, hvis det vil forebygge forureningen.

## Formel
Nutidsværdien kan beregnes ud fra den nedenstående formel:
{\displaystyle {\mbox{NV}}=\sum _{t=0}^{N}{\frac {C_{t}}{(1+r)^{t}}}}
Faktoren t er tiden (oftest målt i år), hvor man lægger penge i investeringen, N betegner projektets løbetid, r kapitalomkostningerne (renten). Slutteligt betegner Ct det investerede beløb i det pågældende år t.
I tilfælde af, at det eneste investerede beløb er et startindskud, da vil formlen se således ud:
{\displaystyle {\mbox{NV}}=\sum _{t=1}^{N}{\frac {C_{t}}{(1+r)^{t}}}-{\text{indskud}}}

## Eksempel
En virksomhed X skal afgøre, om det kan betale sig at indføre et nyt produktsortiment i produktionen. Investeringen vil kræve nogle startomkostninger, driftsomkostninger, samt udbytte i seks år.
Startomkostningerne (ved t=0) udgør 100.000 kr. til bl.a. nye maskiner og uddannelse til medarbejderne i brugen af disse. Man regner med årlige driftsomkostninger på 5.000 kr. i hvert af de seks år og et årligt udbytte på 30.000 kr. Renten fastsættes så til 10 %:
T=0 -100.000 kr. / 1.10^0 		= -100.000 kr. NV.
T=1 (30.000 kr. – 5.000 kr.)/ 1.10^1 	= 22.727 kr. NV.
T=2 (30.000 kr. – 5.000 kr.)/ 1.10^2 	= 20.661 kr. NV.
T=3 (30.000 kr. – 5.000 kr.)/ 1.10^3 	= 18.783 kr. NV.
T=4 (30.000 kr. – 5.000 kr.)/ 1.10^4 	= 17.075 kr. NV.
T=5 (30.000 kr. – 5.000 kr.)/ 1.10^5 	= 15.523 kr. NV.
T=6 (30.000 kr. – 5.000 kr.)/ 1.10^6 	= 14.112 kr. NV.
Man tilbagefører det årlige overskud på 25.000 kr. til startåret, hvor man kan modregne startomkostningen:
{\displaystyle {\mbox{NV}}=\sum _{t=1}^{6}{\frac {25.000kr.}{(1+0{,}10)^{t}}}-100.000kr.=8.881kr.}
Hvis resultatet var 0, ville de tilbagediskonterede udbytter være lig startomkostningen. Et negativt beløb ville svare til, at indskuddet overstiger udbytterne.